# Hustota energie záření
Hustota energie záření je radiometrická veličina vyjadřující množství zářivé energie v jednotkovém objemu v daném místě a čase. Oním zářením může být elektromagnetické záření, ale i jakýkoli jiný druh vlnění. Veličina se obvykle značí {\displaystyle w} nebo {\displaystyle \rho } a její jednotkou je joule na metr krychlový (J/m3).
Definuje se vztahem
{\displaystyle w={\frac {\mathrm {d} W}{\mathrm {d} V}},}
kde
{\displaystyle w} je hustota energie záření,
{\displaystyle W} je množství zářivé energie v určitém objemu,
{\displaystyle V} je objem.

## Souvislost s ostatními radiometrickými veličinami
Protože záření vždy přenáší energii, je užitečné se ptát, jak rychle tento přenos probíhá. Jestliže všechno záření v daném místě přichází z jednoho směru, pak zářivý tok jednotkovou plochou kolmou ke směru šíření vyjadřuje intenzita záření, pro kterou platí
{\displaystyle I_{\mathrm {e} }=cw,}
kde
{\displaystyle I_{\mathrm {e} }} je intenzita záření (tj. zářivý tok na jednotku plochy),
{\displaystyle c} je rychlost světla (obecně rychlost šíření záření),
{\displaystyle w} je hustota energie záření.

Přichází-li záření naopak rovnoměrně ze všech směrů, jako je tomu například uvnitř dutiny v termodynamické rovnováze, potom přenos energie nejlépe vystihuje veličina zář {\displaystyle L_{\mathrm {e} }} (tj. zářivý tok jednotkou plochy na jednotku prostorového úhlu), pro kterou platí
{\displaystyle L_{\mathrm {e} }={\frac {c}{4\pi }}w.}
Intenzita vyzařování malým otvorem z takové dutiny pak je {\displaystyle M_{\mathrm {e} }=\pi L_{\mathrm {e} }}. Těchto vztahů se využívá například při odvození popisu záření absolutně černého tělesa.